# 855
855 (DCCCLV) je bilo navadno leto, ki se je po julijanskem koledarju začelo na torek.

## Dogodki
- 1. januar

## Smrti
- 29. september - Lotar I. Karolinški, frankovski kralj in cesar (* 795)

Neznan datum
- Omar I. Kretski, ustanovitelj Kretskega emirata (* ni znano)